# 芙蓉閣の女たち〜新妓生伝
芙蓉閣の女たち〜新妓生伝（原題：新妓生伝 신기생뎐）は2011年、韓国SBSで放送されたテレビドラマ。日本ではKNTVが最初に放送され、2013年2月から6月までBSジャパンで毎週月曜、火曜18時から20時にかけて2回連続（当初は月曜、火曜、水曜17時から19時までの2回連続）放送された。

## 概要
このドラマは李氏朝鮮に存在した職業である妓生が現在に存在する設定で最高の妓生のみ抱える韓国随一の料亭、「芙蓉閣」を舞台に繰り広げる物語で、主人公の女性が継母から自分の出生の秘密を知り、大企業家の息子である男性と別れ、妓生になる決心を描いた作品。この作品に主演したイム・スヒャン、初出演のソンフンが2011年SBS演技大賞でニュースター賞を受賞した。脚本は『宝石ビビンバ』のイム・ソンハン。

## 出演
タン・サラン：イム・スヒャン
この物語の主人公。人を引きつける美貌の持ち主。だが実は出生に秘密があり、過酷な運命に巻き込まれていく。
ア・ダモ：ソンフン
サランの恋人で、大企業の御曹司。身分の違いから、一時はサランと別れるが、忘れられずに『芙蓉閣』で働き始め、サランが客を取る事になった日。ついに愛を告白し、紆余曲折の末サランと結ばれる。
クム・ララ：ハン・ヘリン
サランの大学の同級生。裕福な家庭の娘。
サランがダモと結婚する事になり、『芙蓉閣』を去った後に妓生として働き始める。
オ・ファラン：キム・ボヨン
『芙蓉閣』では、サランの先輩妓生。
ハン・スンドク：キム・ヘソン
タン・チョルス：キム・ジュヨン
サランの養父。
チ・ファジャ：イスク
サランの継母、コンジュの母。サランを疎み、ある日ついにサランの出生の秘密を暴露。これがきっかけで、自分の運命を悟った彼女が、『芙蓉閣』で働くきっかけとなる。
物語終盤。サランが初孫を出産したのに、お見舞いにも行かず登山へ出かけ、命を落とした。
タン・コンジュ：ペク・トクタム
サランの継妹。姉思いで、姉の幸せを祈っている。
サランが水揚げされる事を知り、心を痛めダモに「姉をさらって！」と懇願する。
ソン・ジャ：チョン・ジフ
コンジュの幼馴染。
クム・オサン：ハン・ジニ
チャン・ジュヒ：イ・ジョンナム
クム・シジョ：イ・デロ
イ・ホンア：ソ・ウリム
ア・スラ：イム・ヒョク
ア・ダモの父。サランとの結婚に猛反対し、一時はダモを勘当するが、物語後半。
2人の結婚を認め、サランと和解。
チャ・ラリ：キム・ヘジョン
ア・ダモの母。ダモがサランを取り戻すため、『芙蓉閣』で働き始めたと知りショックを受ける。
パク・エジャ：アン・ヨンジュ
ア・ダモの祖母
クム・ガンサン：イ・ドンジュ
クム・ララの実父
シン・ヒョリ：イ・サンミ
クム・ララの実母
ハン・ソンイ：カン・チョヒ
ペク・スジョン：キム・ヨル
チャン・スジン：ソル・ユン
ソン・ヘウン：ユン・ジウン
イェラン：キム・ウンソン
イ・ジヒャン：イ・ソナ